# Argon2
Argon2是一种密钥派生函数，是2015年口令散列竞赛的获胜者。它由卢森堡大学的亚历克斯·比留科夫、丹尼尔·迪努（Daniel Dinu）以及德米特里·霍夫拉托维奇设计。Argon2的参考实现以知识共享许可协议CC0许可证（即公有领域）或Apache许可证2.0发布，并提供了三种相关版本：
- Argon2d最大化了对GPU口令破解（英语：Password cracking）攻击的抵抗力。它以密码依赖的顺序访问内存数组，这减少了时间-内存权衡（TMTO）攻击的可能性，但引入了可能的旁路攻击。
- Argon2i优化以抵抗旁路攻击。它以口令独立的顺序访问内存数组。
- Argon2id是一个混合版本。它在内存的第一次遍历中采用Argon2i方法，随后采用Argon2d方法。RFC 9106建议，如果开发者不了解这些类型之间的区别，或认为侧信道攻击是一个可行的威胁，应该使用 Argon2id[4]。

这三种模式都允许通过三个参数进行配置，包括：
- 执行时间
- 所需内存
- 并行度